# 平野レミ
平野 レミ（ひらの れみ　1947年〈昭和22年〉3月21日 - ）は、日本の料理愛好家、タレント、シャンソン歌手。本名は和田 レミ（わだ れみ）。旧姓は平野。

## 略歴
東京都台東区生まれ、千葉県松戸市で育つ。
東京都立上野高等学校中退後、文化学院に在学中、佐藤美子にシャンソンを学ぶ。
幼い頃よりフランス文学者の父平野威馬雄の影響で、シャンソンを身近に感じて育つ。やがて自身もフランス語を真似て歌うようになり、どんどん歌の世界にのめり込んでいった。父も反対することなく音楽への情熱を伸ばすよう応援し、プロの歌手に師事出来るよう手配してくれた。しかし、歌の教師は平野がプロのシャンソン歌手になることに反対する。その意見に反発する気持ちが芽生え、銀座日航ホテル（2014年閉館）内にあったシャンソンの聴けるラウンジ「日航ミュージックサロン」の出演者オーディションを受け、合格。ラウンジの専属歌手としてデビューする。やがてラウンジで歌っている姿をみたレコード会社からスカウトされ、レコードデビュー。1970年発売のデビューシングル「誘惑のバイヨン」は公称10万枚（本人によると売上の実数は3万枚）を売り上げた。
やがて、TBSラジオのディレクターから声がかかり、『キンキン・ケンケンのそれ行け!歌謡曲』内の『ミュージック・キャラバン』で久米宏のアシスタントとしてコンビを組む（後述）。
番組を聴いていたイラストレーターの和田誠が平野に惚れ込み、1972年に出会って10日で結婚(後述)し、一時育児・主婦業に専念した。しかし少しずつ家庭料理の研究にも力を入れるようになり、「料理研究家」ならぬ「料理愛好家」として再び表舞台で活躍。
1985年に料理番組『きょうの料理』に初出演すると
、自由奔放ながらもその明るいキャラクターが好評を博した。以後、バラエティー番組（および料理コーナー）にも「料理研究家」もしくは「料理愛好家」として出演する他、雑誌などでも活躍。また、歌手活動も継続しており、90年代にはテレビアニメの主題歌を担当。コンサートへも時折出演している。
2007年公開のディズニー配給映画『レミーのおいしいレストラン』の日本でのプロモーションでは「料理親善大使」を務めた。

## エピソード

### 『ミュージック・キャラバン』
TBSラジオ『キンキン・ケンケンのそれ行け!歌謡曲』内のコーナー『ミュージック・キャラバン』への起用は、レコード会社の新人宣伝書で平野と辺見マリの写真が入れ替わって印刷されていたことが原因で決まった。
番組内で一般観覧者が参加する、ジュークボックスから流れる曲の「男性歌手か? 女性歌手か?」を当てるゲームで、イントロ時に平野が繰り返し叫んだ「男が出るか! 女が出るか！」は、当時話題を呼んだ。また、ある日の生放送中では「ねえ、久米さん。この（リスナーへの返礼品の）缶詰にベトコンの肉が入っているって本当?」と発言してしまい、即座に久米からマイクで頭を叩かれ、足を蹴られ黙らされた逸話もある。久米は平野を「歩く放送事故」と恐れたという。

### 和田誠との交際
シャンソン歌手だったある日、生放送のテレビ収録にもかかわらず歌い始めた途端、再び冒頭から歌い直そうとした。この様子をテレビで偶然観ていた和田は、「面白い歌手がいるな」と興味を持ち、ほどなくして異性として意識し始める。翌年『ミュージック・キャラバン』に出演すると、当初、和田は麻雀仲間だった久米に平野の紹介を依頼するも、「絶対紹介しませんよ、あんな出歯!しょうがないですよ!!」と本気で断られた。和田はやむを得ずTBSラジオのディレクターに頼ったが、「紹介してもいいけど、責任は持ちませんよ」と告げられてしまった。
和田は平野との食事の席を設けてもらい、和田の話す様々な会話の内容に強く興味を持った平野は、4日ほど続けて彼の自宅を訪問した。その後間もなく「結婚しましょう」と和田からプロポーズされ、平野も「しましょう」と承諾。和田のキラキラした良い言葉を使った話し方、物知りなのにひけらかさず、静かで人として安定感があることに惹かれたという。また本人曰く、和田は異性に対して誠実で、結婚するまで平野とキスはおろか手を繋ぐこともなかったという。
結婚の意志を両親に告げると、母親からは応援されたが、年末に和田が平野家を訪ねた際、父親から「結婚式は10月がいい」と告げられた。しかし母の助言によりすぐさま実家を離れ、ほどなくして結婚することができた。結婚直後、和田が住んでいた青山のアパートで生活を始めた。両親からは「嫌になったらすぐ帰ってこい」と言われていたが、2022年現在に至るまで和田との結婚を後悔したことは一度もない。

### 夫婦生活
和田について、「和田さんが機嫌が悪くなったり、私が叱られたことは一度もない。あんな（感情の起伏が）平らな人いない。仕事などで外出した日も、いつも笑顔で帰ってきた」と述懐している。ただし実際は、些細なことで和田の浮気を疑った際、一度だけ怒られたことがある。その後和田は、清水ミチコから「いつも楽しそうなイメージですけど、辛いこととかあるんですか？」と聞かれた際「過去に一度だけレミが僕のことを疑ったことがある。あれは本当に悲しかった」と答えた。
本人曰く、和田は日々のゴミ出しや食器洗いなどを率先して担ってくれたという。
過去に台所の改装を行った際、自宅にあったワインを大工へのお土産として渡した。その晩帰宅した和田がワインを探していたため、大工へ渡したことを伝えると、高級ワインのロマネ・コンティだったことが判明。しかし和田は一切怒りを見せず、「大工さんは幸せでレミも幸せ。俺だけが不幸」と言っただけで済ませた。
（女性用以外の）パンツは子供だけが履くものと認識していたため、和田のパンツを購入する習慣がなかった。ある日自宅で息子の物ではない見知らぬパンツを見つけて以降、その後も日々目にするパンツをゴミ箱に捨て続けた。それらは和田のパンツであるが、レミの間違いを指摘せず、捨てられるたびに自ら新しいパンツを買い続けた。
和田の死後、「料理っていろんなことができて楽しい。だから来世も絶対女房やるの。それで和田さんとまた結婚するの」と語っている。和田は誤嚥性肺炎で亡くなり最後は何も飲めなかったことから、死後に「最高級のお茶を淹れてあげよう」と考えた。以来、湯呑に入れたお茶を自宅に飾られた和田の写真の前に毎日供えている。

### 料理愛好家として
料理愛好家になったきっかけは、時折自宅を訪問するグルメの八木正生（作曲家）に料理をさっと作って出した所、「美味しい」と褒められたことから。当時、料理雑誌『四季の味』のリレーエッセイを執筆していた八木から「次を書いてほしい」と頼まれた。同エッセイにレシピをいくつも提供した所、これを見たテレビや雑誌の関係者からオファーが舞い込み、料理愛好家としてのデビューに至った。
『きょうの料理』の初出演時に扱った料理は、「牛肉とトマトの炒物」。この時、材料のトマトを手で握りつぶして調理したため、多くのクレームを受けることとなった。ちなみにトマトは、本人が初めて料理の楽しさを知った食材でもある。また、同番組放送内の「20分で晩ごはん」ではシャンソン歌手としての特技を生かし、20分以内に料理を作り終え、残余時間はオリジナルソングを歌ったことがある。
手掛ける料理について、「この雑な感じで味は大丈夫なのだろうか？」と視聴者に感じさせることがままあるという。これに対し「みんな私のことクレイジーだと思ってるけど、ちゃんと簡単で美味しいもの作れるのよ」と語っている。
平野のレシピは、「考案した料理に後から名前を付ける」といった一般的なフォーマット以外に、「先に名前が浮かんでから料理内容を考案する」というものも数多く含まれている
。
2022年、ポプラ社刊行のエッセイ『おいしい子育て』が第9回料理レシピ本大賞 in Japanのエッセイ賞を受賞。同賞は義娘である和田明日香の書籍も料理部門・入賞を果たしている。

## 人物
祖父は日本美術史家で法律家のヘンリイ・パイク・ブイ、父はフランス文学者の平野威馬雄。夫はイラストレーター、エッセイスト、映画監督の和田誠。長男はTRICERATOPSの和田唱。長男の妻は女優の上野樹里。次男は和田率。次男の妻はモデルで食育インストラクターの和田明日香。従兄弟はトークライブハウス経営者の平野悠。
元々父親がユーモラスな人柄で自宅には外国人の来訪客も多かったことから、子供の頃から様々な話を聞くことを好み、自身も社交的な性格となった。
食通だった両親の影響から、自身も舌が肥えていた。平野が若い頃ラジオ番組で共演した久米宏曰く、移動途中の食べ物屋で昼食をとる際にも、期待通りの味でなければ「不味い!」と口外するため、いつも辟易していたという。逆に期待以上の料理と出会った際は、厨房内に入り料理人に握手を求めていたという。
活動の中心は『きょうの料理』などの料理番組だが、終始テンションが高く、息つく間もないほどの早口が特徴である。料理番組での自由奔放さと奇想天外な料理のアイディアから、「生きる（歩く）放送事故」と呼ばれる（同番組名をもじって「狂の料理」ともあだ名されている）。
プライベートでも料理好きで「食卓に料理が色々ないと寂しい」と考えている。息子二人が結婚する以前は家族のために、テーブルが見えないほど沢山の料理を毎日作ってきた。
清水ミチコやミラクルひかるなどのモノマネレパートリーの1人。清水とは『スタジオパークからこんにちは』などで共演している（元々、夫の和田を含め家族ぐるみで交友があった）。清水は平野の暴走ぶりに呆れつつもお笑いの才能に「素晴らしい人材」と感嘆した一幕があった。
結婚後は、渥美清、吉永小百合、永六輔、坂本九などが自宅へ時折訪問していたという。
「この世で一番嫌い」というほどメロンを苦手としている。過去に自宅を訪れた渥美清の前で「私メロンを食べるんだったらウンコ食べた方がまだいい」と発言したことがある。
吃音を治すよう父から注意されたことはなく、どもりは可愛いと言われて育った。
また高2の冬には先生の言うことに納得がいかず、学校を飛び出し、その後、学校には行かず、毎日、電車に乗って時間をつぶす日々が続いた。勇気を出して父に「学校やめたくなっちゃった」と打ち明けると、何も理由を聞かずに「やめろ」と言ってくれたため、嬉しくてその話をする度に涙が出てしまう。父は学校をやめる代わりに「好きなことを徹底的にやれ」と伝えたという。

## レミパン・レミパンプラス
株式会社オダジマと共同開発した多機能鍋「平野レミの鍋 ドゥ! レミ・パン」（以下「レミパン」）を用いて料理をすることが多い。レミパンはフッ素樹脂加工された平底のアルミニウム鍋あるいは深いフライパンで、蓋に可変式の蒸気穴がある。蓋の取手は蓋立てとしても機能する。また、平野が審査員を務める料理コーナーの景品にレミパンをプレゼントすることがある。主なレミパン支持者にグッチ裕三がいる。累計販売個数は150万個。
デザイナーに柴田文江を迎えた新型レミパン「レミパンプラス」を2016年3月15日に発売。調理中、今まで置き場所に困っていた菜箸やヘラなどのツール類を、フライパンのハンドルに一時置きできるよう、マグネット内蔵ハンドルを開発し採用した。

## その他商品
- わたしの和だし[17]（万能だしパック）
- zipron[18]（タオル一体型エプロン）

## アプリ
- Mrs.remy（ミセスレミー）のタッチフード - 遊んで学べる食育アプリ[19]

## メディア

### 主な出演番組
- きょうの料理（NHK）
- あさイチ（NHK） - 不定期
- 平野レミの早わざレシピシリーズ（NHK)

### 過去の出演番組
- 寝るには早いドンといけ! （1970年6月14日 - 7月12日、日本テレビ）
- 冠婚葬祭屋 第1話「アイデア商売…ですヨ」（1972年1月8日、NET（現・テレビ朝日））- とみ江　役
- 大沢悠里のゆうゆうワイド （1989年4月3日 - 1990年3月26日、TBSラジオ）
- 爆笑問題の日曜サンデー（2020年7月12日 - TBSラジオ）
- Matthew's Best Hit TV （テレビ朝日）
司会のマシュー南のおばという設定であった。
- アサデス。九州・山口 火曜日「デリバリキッチン」（KBCテレビ系九州山口ブロックネット）
後述のように、かつてジャスコのCMに出演していたことから、この番組のスポンサーでもあるイオン九州の店舗内で、アナウンサー・リポーターをアシスタントに従え[20]、料理の腕を披露。なおこのコーナーは収録で、基本的にスタジオ出演はしなかった。
- 裸の少年 （テレビ朝日）

- HAPPY!（2008年4月4日 - 9月26日、日本テレビ） - 「フライデーTVラボ」内、毎週金曜 24:25 - 24:40

- レミほうだい（2014年、FOODIES TV） - アシスタントはユージ。全12回。
- レミさんちの食卓（2015年、FOODIES TV） - 次男の妻である和田明日香と共演。全6回。
- 受信寮の人々（2015年6月 - 2017年3月、NHK総合・Eテレ・BS1・BSプレミアム） - レミさん 役[21]
- 真麻のドドンパッ!（2016年10月 - 2017年9月、BS日テレ） - 「平野レミ・明日香の嫁姑料理バトル」のコーナー担当（金曜レギュラー）
- ごごナマ（2017年4月 - 2021年3月、NHK） - 火曜レギュラー

ほか多数

### CM（※Web CM・発表会も含む）
- ジャスコ（1987年 - 1990年）
- 日清製油『日清サラダクリーム』
- 小林製薬『アラ・コロン』『どこでもコロン』
- ファミリーマート「素材からうま惣菜」（1997年）篠原涼子と共演
- サンヨー食品「サッポロ一番」（2000年 - 2001年）
- 日本ケンタッキー・フライド・チキン（2002年）
- 資生堂『Actea Heart』
- ライオン
  - 『ママローヤル』
  - 『ジップロック』 原田大二郎と共演
- 永谷園『豚キムチ春雨の素』『お吸い物』等
- エバラ食品工業『横濱舶来亭カレーフレーク』
- アートネイチャー「フレアティ」（2004年）
- カネボウフーズ「甘栗むいちゃいました」（2004年）
- メガネスーパー（2005年）
- 東芝
  - 日本語ワードプロセッサ　『TOSWORD JW-1』
  - 冷蔵庫　『優凍生セレクト350」
- サントリー食品インターナショナル「烏龍茶」（2011年）
- ユニクロ（2011年）
- 日産自動車（2012年）
- 森永製菓（2015年）- Web CM・DJ KOOと共演[22]
- 日本ケロッグ（2016年）[23]
- 日本ハム「シャウエッセン」（2016年）- 発表会
- 東洋水産「マルちゃん製麺」（2016年 - 2017年） - 役所広司と共演
- マリンフード（2016年）
- 江崎グリコ「アイスの実」（2017年）- きゃりーぱみゅぱみゅと共演 ※WebCM
- クリナップ（2017年）- WebCM
- ゼスプリ・インターナショナル・ジャパン（2017年）- WebCM
- 日清フーズ「小麦粉・卵いらずラク揚げパン粉」（2017年 - 2018年）
- ソフトバンクモバイル「ときめく電話レシピ」篇（2018年） - 上戸彩と共演
- ニベア花王「アトリックス・ハンドミルク」（2018年） - 娘の和田と共演
- 三菱ケミカル・クリンスイ（2019年 - 2020年） ※WebCM
- U-NEXT 「あと3回、君に会える」コラボレーションCM（2020年3月31日） - 山本美月と共演[24]
- 日清ヨーク『十勝のむヨーグルト』（2020年） ※WebCM
- カゴメ「野菜をとろうキャンペーン」（2021年）
- Y!mobile 「親子ドーン！」篇（2022年）  - 芦田愛菜、出川哲朗、娘の和田と共演
- ヤーマン「プロ・業務用ハンドクリーム」（2022年 - ） ※WebCM
- サントリー
  - ザ・プレミアム・モルツ（2023年）- 発表会
  - オールフリー（2024年 - ）
  - オメガエイド（2025年 - ） - 三谷幸喜と共演
- 森永乳業「クラフト バジルフレッシュモッツアレラ」（2023年） ※WebCM
- 福岡県「TRY!スマソる」（2023年 - ） - パラシュート部隊と共演 ※Web CM
- さわかみ投信（2024年 - ） ※Web CM
- カッパ・クリエイト かっぱ寿司（2024年 - ）指原莉乃と共演[25]
- アイリスオーヤマ「アイリスのパックごはん」『楽しくておいしいタイパ』篇（2024年 - ） - 秋山竜次と共演

## ディスコグラフィー

### シングル
- 誘惑のバイヨン（1970年、コロムビア・レコード）
- チョッと気になるロック（1971年、コロムビア・レコード）
- 明日の旅（1972年、コロムビア・レコード）
- コン!コン!（1972年、コロムビア・レコード）
  - B面曲の「カモネギ音頭」は中川レオとの競作（中川版の曲名は「かもねぎ音頭」）。1975年に平和勝次とダークホースが一部の歌詞を変更してカバーし、渚ようこも2016年のアルバム『渚ストラット』でカバーした。
- ちっちゃなおばけのうた／いないいないおばけ
  - 日本テレビ系アニメちいさなおばけアッチ・コッチ・ソッチOP/EDテーマ
- お薬師さま（委託制作）
- どうして（1977年3月、東芝、永六輔と共演）

### アルバム
- きかせてよ - シャンソン・ド・レミ（1988年、バンダイ・ミュージック・エンターテイメント）
- ちいさな地球 和田誠・うたの絵本ちいさな地球（和田誠・作詞／作曲、ゲスト歌手・中山千夏、レコード：1977年、CD：1997年10月22日）
- 私の旅（2006年11月15日、レミックス）

### コンピレーション
- 雨もり寺のおしょうさん（1976年、キャニオン・レコード。宍倉正信、サヴィーネと共演。『ひらけ!ポンキッキ』挿入歌。LP『およげ!たいやきくん』（E-1025）収録）

### 作詞
- クマリデパート「幸せハッシン！フロムキッチン」（2022年、MUSIC@NOTE）※MVにも出演[26]

## 主な著書
- 『ド・レミの子守歌』（1977年、文化出版局、1984年、中央公論社）
- 『平野レミ・料理大会』（1986年、講談社）
- 『平野レミ・料理パレード』（1992年、講談社）
- 『平野レミのエプロン手帖』（1995年、文化出版局）
- 『平野レミのうまいもの教室』（1996年、日本放送出版協会）
- 『笑顔がごちそう』（1997年、講談社）
- 『平野レミの作って幸せ・食べて幸せ』（1998年、主婦の友社）
- 『平野レミのごちそうレシピ』（1999年、小学館）
- 『平野レミ・元気印のおかず屋さん』（1999年、文化出版局）
- 『平野レミ・一見豪華ふう』（2000年、講談社）
- 『平野レミのなんてったって、うちのご飯がいちばん!』（2000年、講談社）
- 『平野レミと明日香の「嫁姑ごはん物語」[27]』（2015年、セブン&アイ出版）
- 『平野レミのお勝手ごはん』（2016年、宝島社）ISBN 9784800264442
- 『平野レミの新・140字レシピ』（2016年、扶桑社）ISBN 9784594074586
- 『わたしの和だし[28]』（2016年、ナツメ社）
- 『平野レミのしあわせレシピ[29]』（2015年、自由国民社）
- 『平野レミのオールスターレシピ 家族の絆はごはんで深まる』（2022年、主婦の友社）ISBN 9784074522224

- 『気まずい二人』（1997年、角川文庫、著：三谷幸喜） - 対談集・ゲストの一人として登場

### 注訳
1. ↑  東京や関東近県の主にスーパーマーケット等の店頭等から公開生放送する番組コーナー。
2. ↑  本人は「料理は研究するものではない」と述べたことがあった。
3. ↑  コーナーアシスタントの人選をする際、番組ディレクターが新人宣伝書の辺見の写真を見て「この可愛い子使おうよ」と考えた。本来、辺見と契約するつもりだったが、ディレクターは写真の下の「平野レミ」という名前を誤記とは知らず、出演を依頼した。後日平野と初対面したことで人違いに気づいたが、そのまま契約することにしたという[9][8]。
4. ↑  TBSラジオカー（中継車）と同行した車両に搭載し、スピーカ部分には放送用のマイクを設置したジュークボックスから、番組側が選んだ「曲番号」で掛かる曲について、男性歌手or女性歌手のどちらが来るかを当てるゲーム。
5. ↑  久米は「とんでもないやつと組まされてしまった」と笑いながら述懐している。
6. ↑  なお、久米の回想によれば、正確には「あの人は絶対やめたほうがいいです。人生を棒に振りますよ」だったという。誹謗中傷したわけではなく、普段の仕事で自由奔放ぶりに振り回されて散々苦労した経験から、紹介したことで一生恨まれることを怖れたための発言であった。
7. ↑  具体的には、食事の後和田に誘われて自宅に訪れた所、本棚にあった分厚い本について「どんな本ですか？」と尋ねた。ホラーテイストの本『血の晩餐』だったことがきっかけで和田から沢山の怖い話を聞き、面白かったためそのまま4日ほど通った[8]。
8. ↑  本人によると、母は「和田さんは素晴らしい人だから絶対逃しちゃいけない。レミが飽きる前にすぐに嫁に行かせないと」と思ったという。
9. ↑  母は「10ヶ月も待たせるのはかわいそう」との思いから、翌朝平野に「（和田の自宅に）今日行きなさい。私がお父さんに上手に言うから」と告げたとのこと[8]。
10. ↑  ある日帰宅した和田のジャンパーに長い髪の毛が付いているのを見つけ、浮気を疑い「なにこれ？別れよう！」と言ったことがあった。しかし、当時和田は映画『麻雀放浪記』の撮影期間中で、出演女優の髪の毛がたまたま付いただけだったらしく、夫にすごく怒られてしまった[8]。
11. ↑  本人によると、「和田さんは何曜日に何のゴミを出すのか全て把握してたの。私が時々ゴミをごちゃまぜにしちゃうと、『これはこっちに入れないと』ってブツブツ言いながらお巡りさんみたいに仕分けしてた。それでも和田さんは、絶対怒んなかったね」とのこと[8]。
12. ↑  また本人は、「食洗機を買った時、和田さんに『食洗機買ったから手が綺麗になっちゃった』と言ったら、『それは俺が言う言葉だよ』って言われちゃった」と述懐している[8]。
13. ↑  本人は、「自分でもなんでだか分かんないけど、ずっとそう思ってたの。だから家で知らないパンツを見つけても“和田さんのものかも”という考えは浮かばなかった」と回想している[8]。
14. ↑  続けて、「でもさ、今度は私が（和田より）先に死ぬの。この苦しさ、寂しさ、悲しさを味わわせるの」と夫に先立たれた悲しい気持ちを吐露している[8]。
15. ↑  のち、歳月を経て、この料理は『ごごナマ』で調理法も当時のままに再度紹介されている。
16. ↑  例として、「平野レミのオールスターレシピ」の表紙の「トンカツオ」のレシピがある。本人によると、トンカツとカツオの名前を合体させたら面白いなとふと思ったことが発端となり、そこから「トンカツオ」のレシピを考案したとのこと。また、これまで出した料理本のレシピには、夫・和田が名付けた料理もいくつかあるとのこと[8]。
17. ↑  自宅に遊びに来た渥美から桐箱入のメロンを2つもらったが、その時メロン嫌いであるとは言えなかった。表向き「ありがとう」と喜んで受け取ったが、食べられないため知人に譲った。そのことを忘れた頃に渥美が再びやって来た際、たまたま別の人からもらっていたメロンを出したが「僕はいいからレミちゃん食べて」と言われた。そのままお互い譲り合って押し問答となったため、つい上記の「メロンを食べるんだったら…」の言葉を言ってしまった。だが渥美の帰宅後、先日の彼からメロンをもらって表向き喜んだことを思い出した。一週間後、再びやってきた渥美に謝罪しようと「あの…」と言いかけた所、「ウンコのこと？あんなこと忘れてたよ」と言われ、大恥をかいたという[8]。